# 文化の小径
文化の小径（ぶんかのこみち）とは、愛知県丹羽郡扶桑町にある街道である。扶桑駅及び扶桑町役場から扶桑文化会館までを結んでいる。

## 概要
名鉄犬山線 扶桑駅及び扶桑町役場から扶桑文化会館までを結ぶ街道。愛知県ふるさと創生事業の認定を受け、文化会館建設と同時に整備が進められた。
文化会館には県外から電車で訪れる人も多いため、そうした来館者が迷わないようにという配慮から、道中は赤いインターロッキングブロックで舗装されている。長さは約640 mで、案内板によると扶桑駅から文化会館までは徒歩で約10分。
途中の地下道では、短歌や文化財マップなどが掲示されている。また、両壁面にはそれぞれ高さ2.5 m、幅18 mの絵が描かれている。スプレーなどの落書きがされるようになったため、2002年に扶桑町在住の画家黒瀬道則の助言のもと、扶桑町立扶桑北中学校の美術部員が描いたものである。桜やヒマワリ、コスモス、雪などが描かれ、春夏秋冬を表現している。
道中には扶桑町の文化財などを紹介した案内板が立ち並び、文字通り扶桑町の文化を紹介する小径となっている。

## ギャラリー

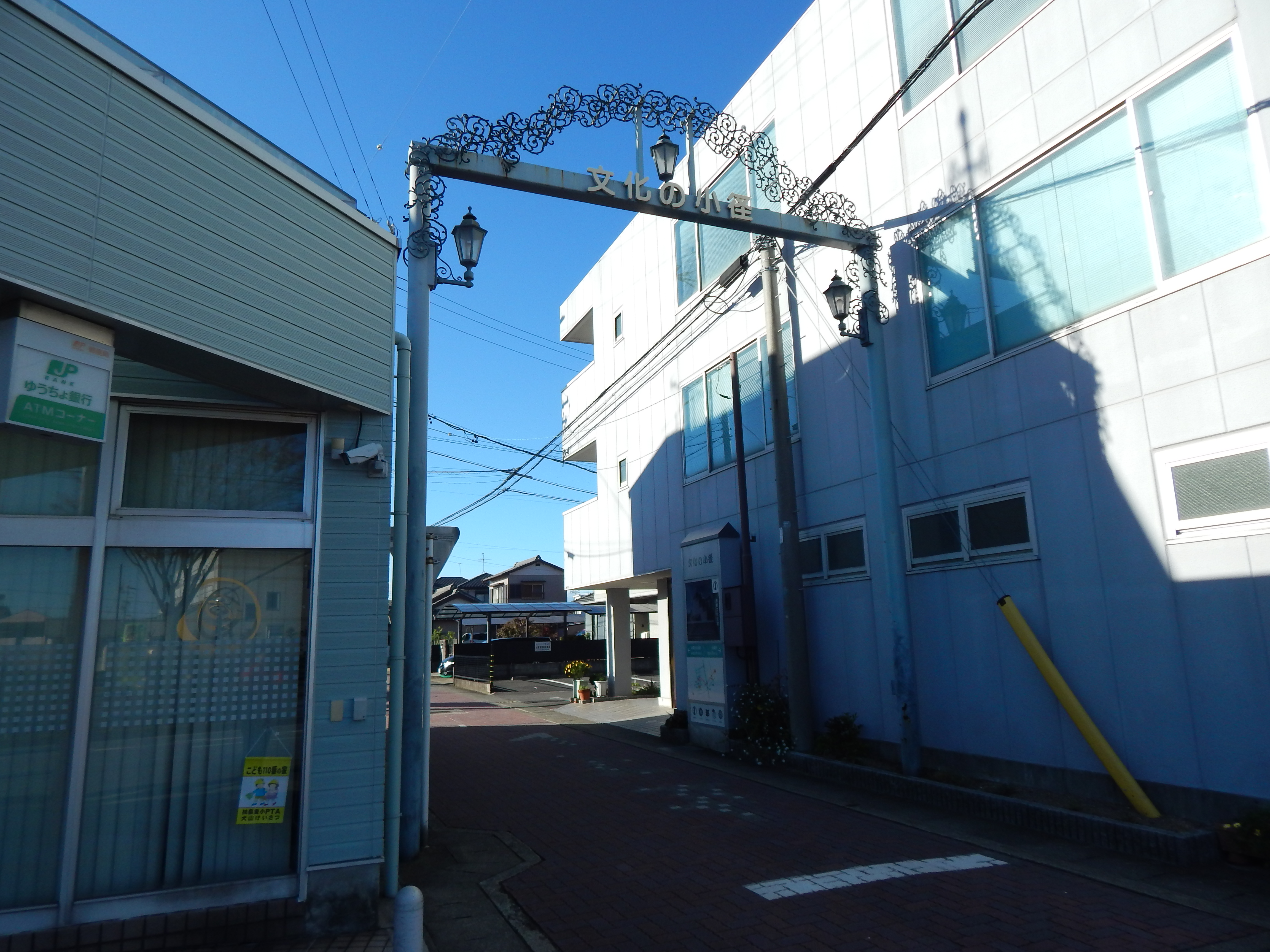
入口
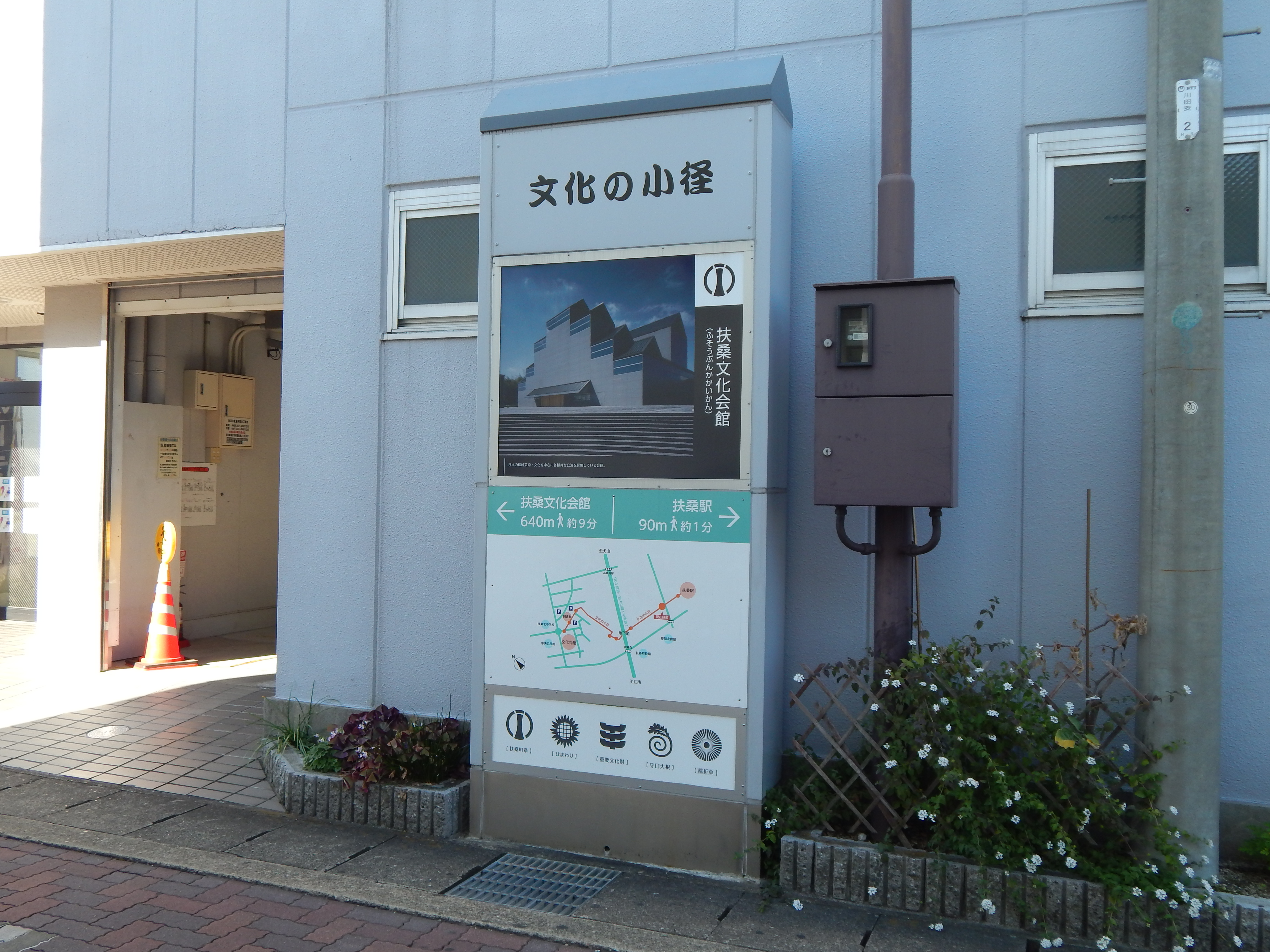
案内板（扶桑文化会館）
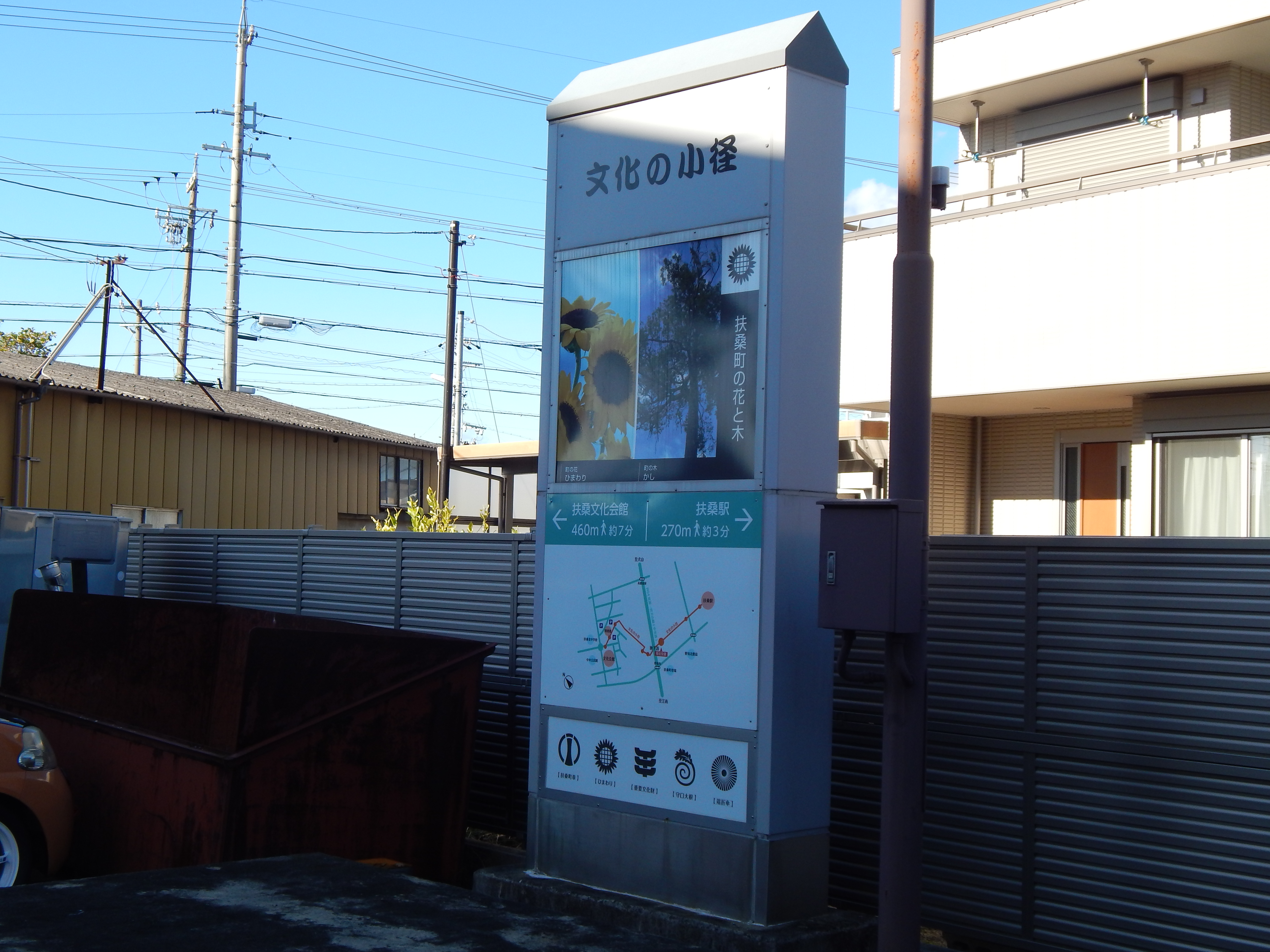
案内板（扶桑町の花と木）
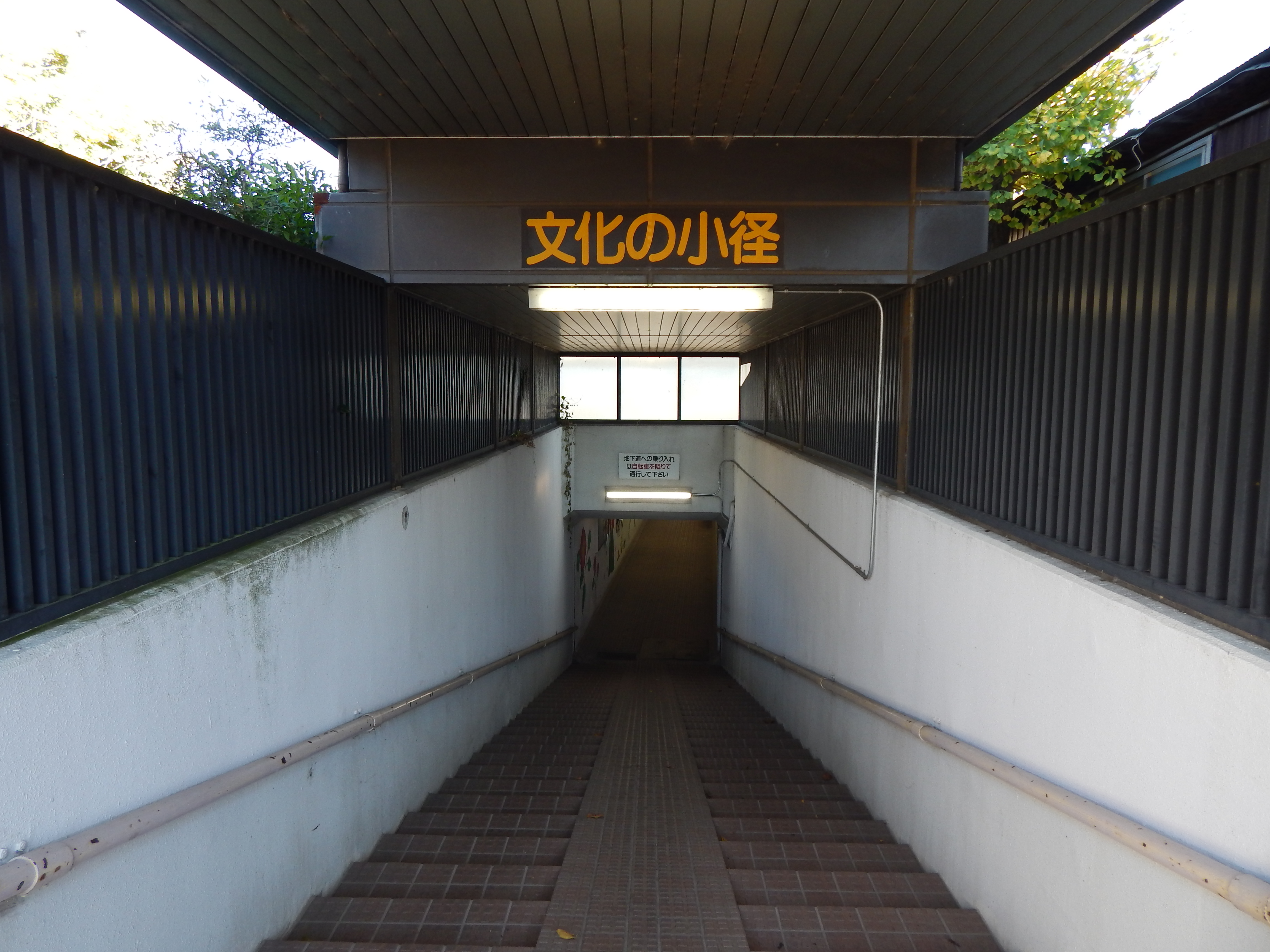
地下道の入口
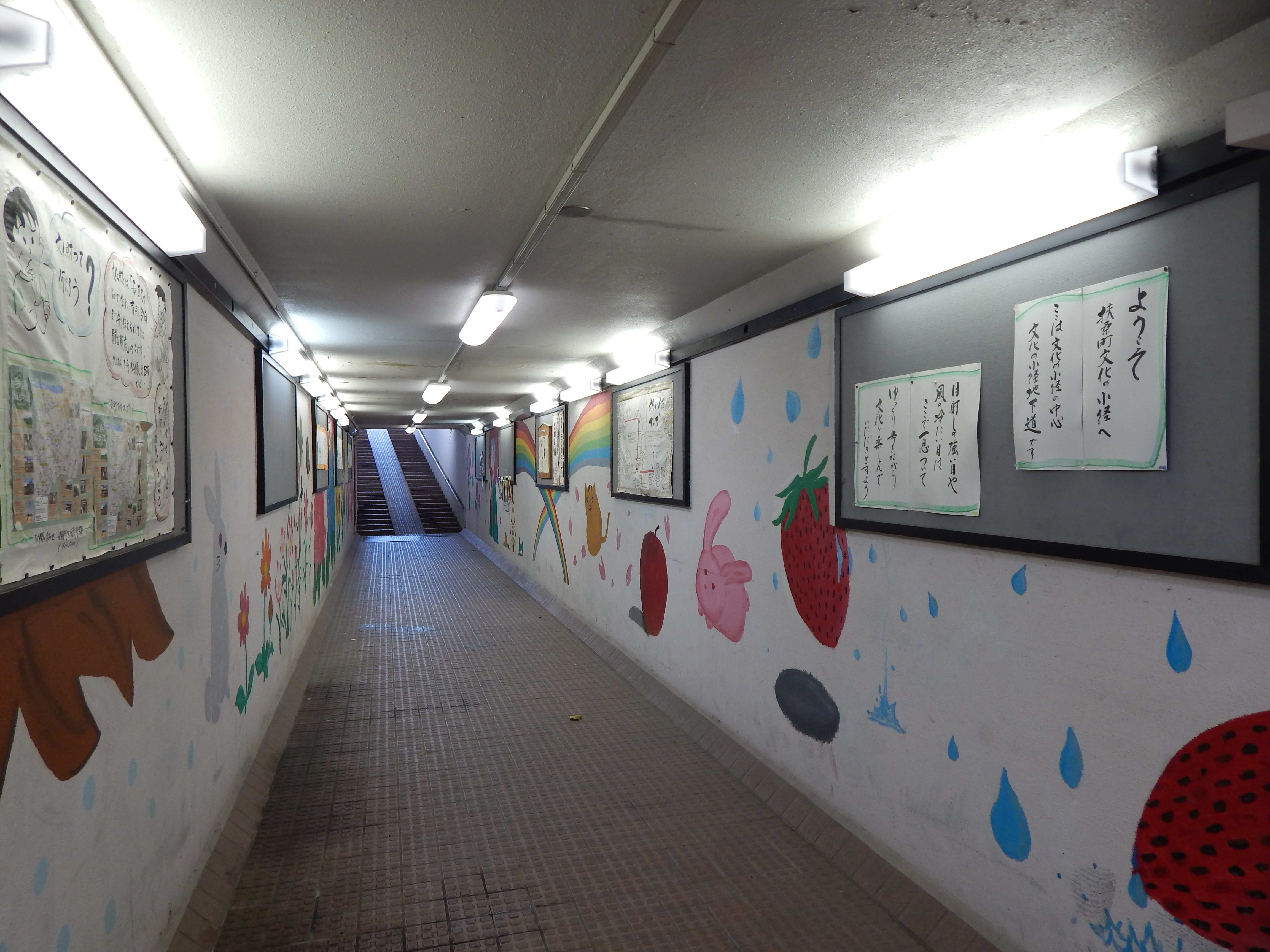
地下道内
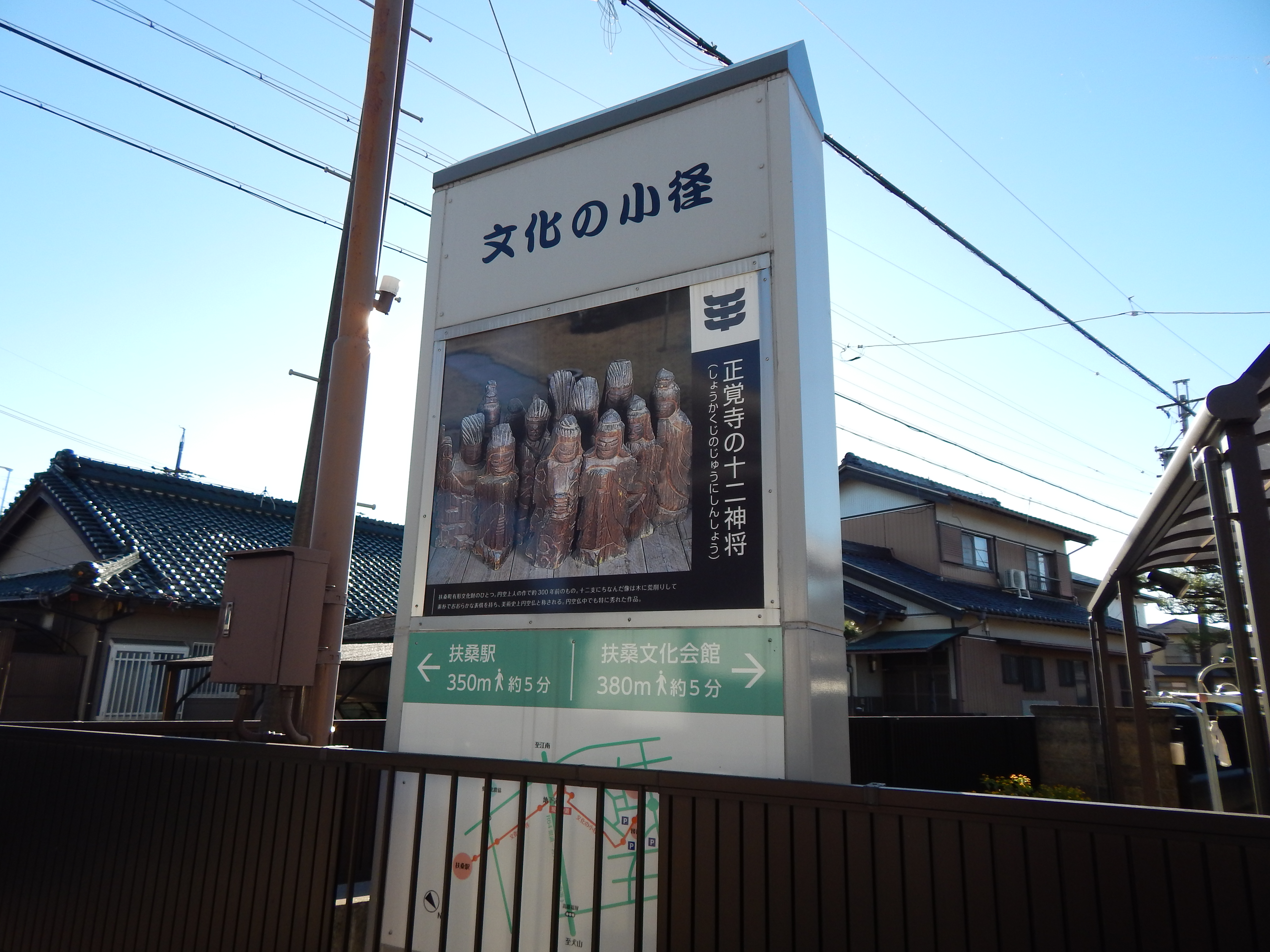
案内板（正覚寺の十二神将）
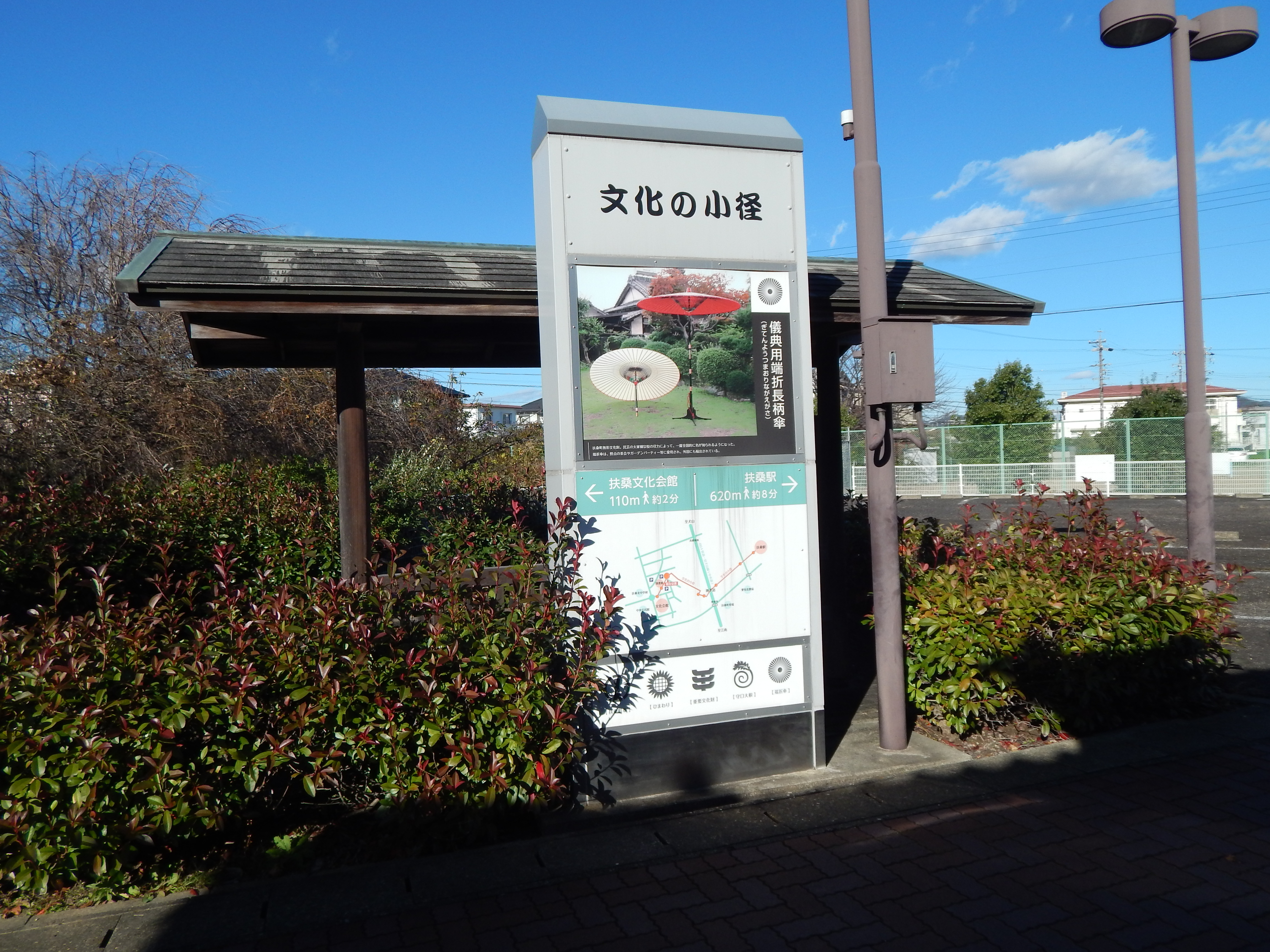
案内板（儀典用端折長柄傘）
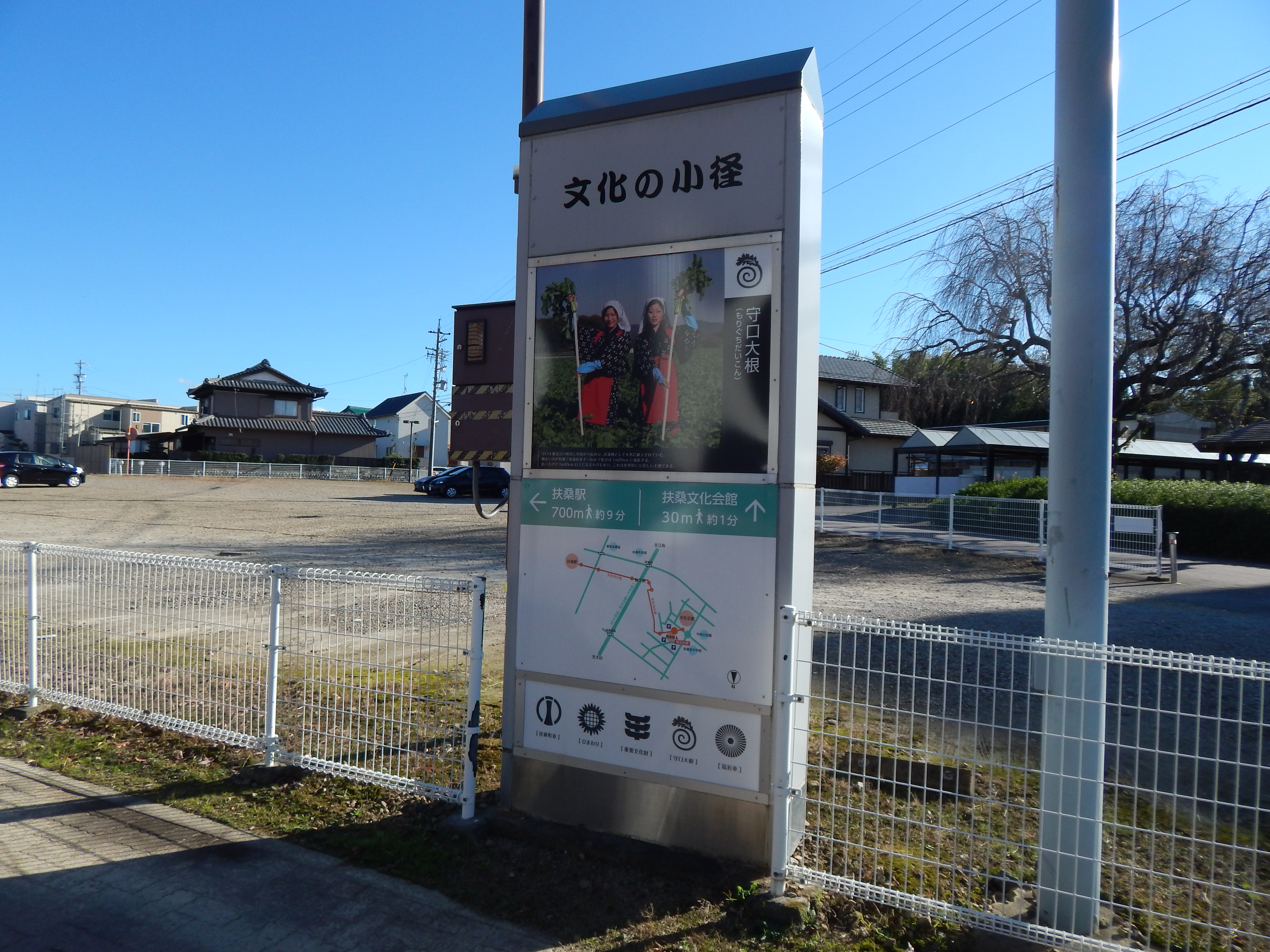
案内板（守口大根）
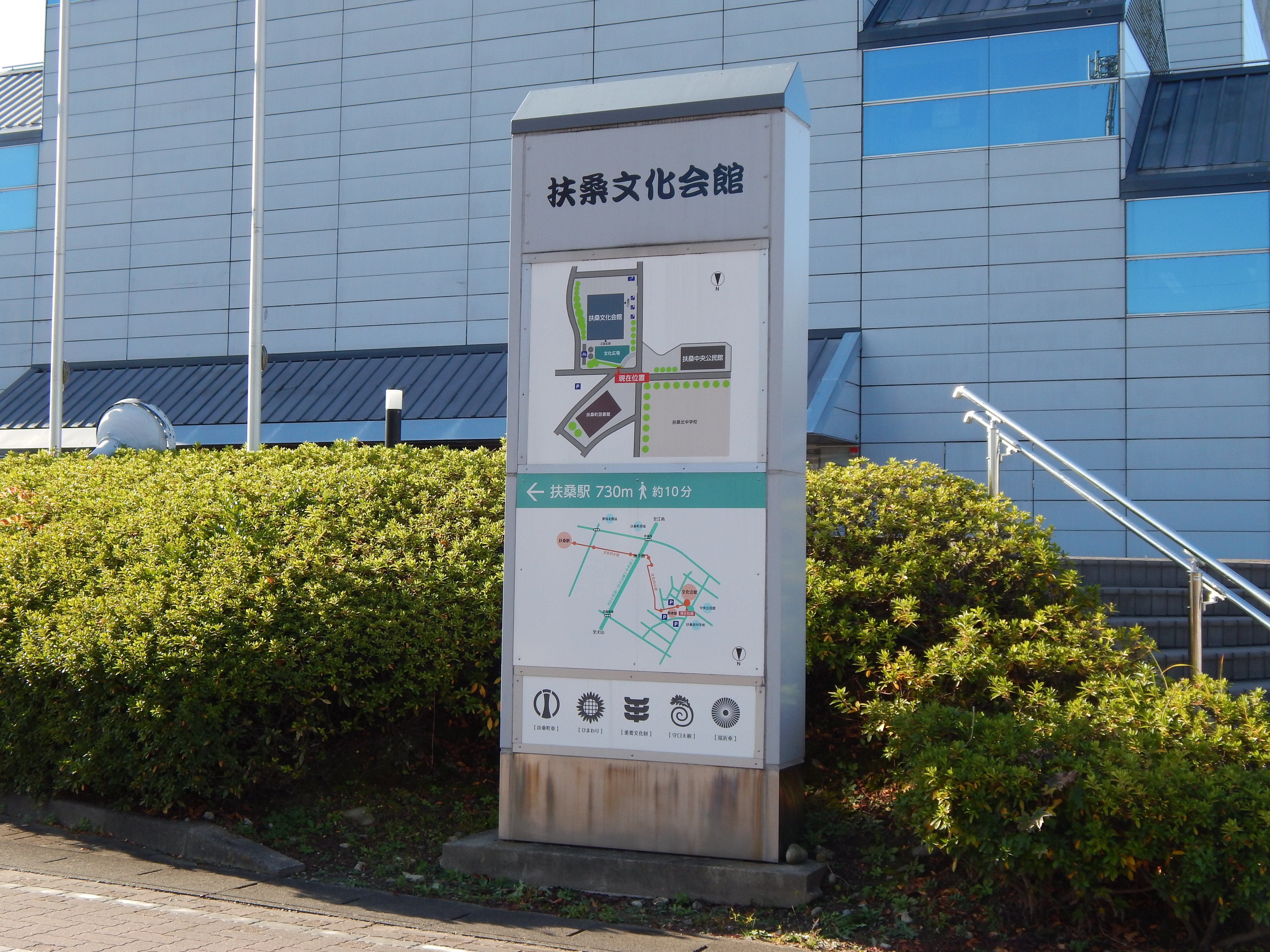
案内板（扶桑文化会館前）
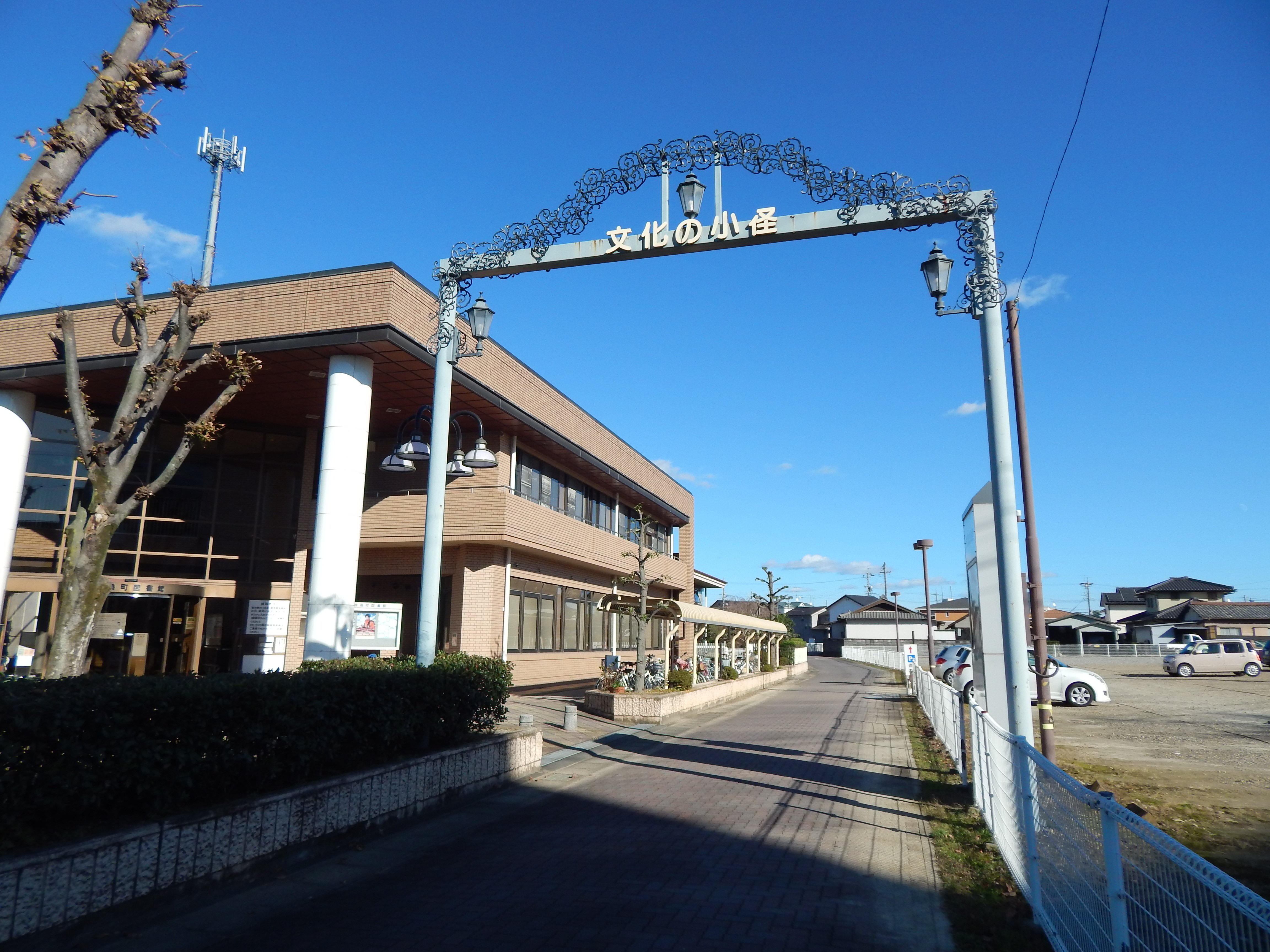
出口（左は扶桑町図書館）

## 地理

### 交差する道路
- 愛知県道64号一宮犬山線

### 沿線
- 扶桑駅
- 扶桑町役場
- 扶桑駅前郵便局
- 扶桑文化会館
- 扶桑町図書館
- 扶桑町中央公民館
- 扶桑町立扶桑北中学校